# Kanton Nogent-le-Rotrou
Der Kanton Nogent-le-Rotrou ist seit 1790 ein französischer Wahlkreis im Arrondissement Nogent-le-Rotrou im Département Eure-et-Loir in der Region Centre-Val de Loire; sein Hauptort ist Nogent-le-Rotrou. Vertreter im Generalrat des Départements sind seit 2015 Pascale de Souancé und Luc Lamirault.

## Gemeinden
Der Kanton besteht aus 30 Gemeinden mit insgesamt 27.519 Einwohnern (Stand: 1. Januar 2022) auf einer Gesamtfläche von 494,75 km²:
| Gemeinde                     | Einwohner 1. Januar 2022 | Fläche km² | Dichte Einw./km² | Code INSEE | Postleitzahl |
| ---------------------------- | ------------------------ | ---------- | ---------------- | ---------- | ------------ |
| Arcisses                     | 2.209                    | 45,43      | 49               | 28236      | 28400        |
| Argenvilliers                | 318                      | 18,35      | 17               | 28010      | 28480        |
| Belhomert-Guéhouville        | 811                      | 10,95      | 74               | 28033      | 28240        |
| Champrond-en-Gâtine          | 733                      | 33,68      | 22               | 28071      | 28240        |
| Champrond-en-Perchet         | 389                      | 9,02       | 43               | 28072      | 28400        |
| Chassant                     | 304                      | 4,46       | 68               | 28086      | 28480        |
| Combres                      | 553                      | 14,9       | 37               | 28105      | 28480        |
| Fontaine-Simon               | 887                      | 16,88      | 53               | 28156      | 28240        |
| Happonvilliers               | 309                      | 18,96      | 16               | 28192      | 28480        |
| La Croix-du-Perche           | 148                      | 12,5       | 12               | 28119      | 28480        |
| La Gaudaine                  | 179                      | 9,19       | 19               | 28175      | 28400        |
| La Loupe                     | 3.230                    | 7,27       | 444              | 28214      | 28240        |
| Les Corvées-les-Yys          | 327                      | 13,51      | 24               | 28109      | 28240        |
| Manou                        | 606                      | 13,38      | 45               | 28232      | 28240        |
| Marolles-les-Buis            | 207                      | 13,08      | 16               | 28237      | 28400        |
| Meaucé                       | 499                      | 11,33      | 44               | 28240      | 28240        |
| Montireau                    | 136                      | 10,1       | 13               | 28264      | 28240        |
| Montlandon                   | 254                      | 2,87       | 89               | 28265      | 28240        |
| Nogent-le-Rotrou             | 9.305                    | 23,49      | 396              | 28280      | 28400        |
| Nonvilliers-Grandhoux        | 431                      | 21,61      | 20               | 28282      | 28120        |
| Saint-Éliph                  | 833                      | 23,46      | 36               | 28335      | 28240        |
| Saintigny                    | 934                      | 45,22      | 21               | 28331      | 28480        |
| Saint-Jean-Pierre-Fixte      | 269                      | 6,91       | 39               | 28342      | 28400        |
| Saint-Maurice-Saint-Germain  | 484                      | 12,19      | 40               | 28354      | 28240        |
| Saint-Victor-de-Buthon       | 509                      | 27,72      | 18               | 28362      | 28240        |
| Souancé-au-Perche            | 496                      | 18,94      | 26               | 28378      | 28400        |
| Thiron-Gardais               | 972                      | 13,46      | 72               | 28387      | 28480        |
| Trizay-Coutretot-Saint-Serge | 438                      | 11,15      | 39               | 28395      | 28400        |
| Vaupillon                    | 461                      | 12,47      | 37               | 28401      | 28240        |
| Vichères                     | 288                      | 12,27      | 23               | 28407      | 28480        |
| Kanton Nogent-le-Rotrou      | 27.519                   | 494,75     | 56               | 2813       | –            |

Bis zur landesweiten Neuordnung der französischen Kantone im März 2015 gehörten zum Kanton Nogent-le-Rotrou die zehn Gemeinden Argenvilliers, Brunelles, Champrond-en-Perchet, La Gaudaine, Margon, Nogent-le-Rotrou, Saint-Jean-Pierre-Fixte, Souancé-au-Perche, Trizay-Coutretot-Saint-Serge und Vichères. Sein Zuschnitt entsprach einer Fläche von 141,44 km2. Er besaß vor 2015 einen anderen INSEE-Code als heute, nämlich 2820.

## Veränderungen im Gemeindebestand seit der landesweiten Neuordnung der Kantone
2019:
- Fusion Brunelles, Coudreceau und Margon  → Arcisses
- Fusion Frétigny und Saint-Denis-d’Authou → Saintigny

## Bevölkerungsentwicklung
| 1962  | 1968  | 1975  | 1982  | 1990  | 1999  | 2006  | 2015  |
| ----- | ----- | ----- | ----- | ----- | ----- | ----- | ----- |
| 12708 | 14556 | 16102 | 16247 | 15654 | 15631 | 15811 | 28567 |